# ドリーミュージック
株式会社ドリーミュージック（英: DREAMUSIC Inc.）は、2001年（平成13年）8月に発足した新興レコード会社である。日本レコード協会正会員。

## 概要
新田和長と武市智行らがみずほキャピタル、日本アジアホールディングス、日本コロムビア、みずほコーポレート銀行などらの有力企業とともに出資し、設立した。
ファンハウス（後のBMGファンハウス、現・アリオラジャパン）の創立者でもあった音楽プロデューサーの新田が、当時のBMGファンハウスから独立。設立時の社長はスクウェア出身の武市が務めた（のちに会長）。2005年4月に元エイベックス会長の依田巽が会長に就任、依田が代表取締役を務めるティー ワイ リミテッドの筆頭株主となり、新田は取締役社長代行を経て、取締役エグゼクティブプロデューサーとなった。なお新田は2012年8月31日付で、同社、並びにドリーミュージックパブリッシング及びドリーミュージックアーティストマネージメント3社の取締役を辞任し、退社した。
北野武監督の『座頭市』など、映画のサウンドトラック盤も発売している。また、所属アーティストの楽曲によっては日本テレビ系やフジテレビ系の番組のテーマソングに起用される事も多い。
発足当初、CD・DVD等の音楽ソフトの製造販売はソニー・ミュージックエンタテインメントに委託していたが、2003年7月からコロムビアミュージックエンタテインメントに委託先を変更、さらに2007年4月からはキングレコードに委託先を変更したのち、2010年4月よりソニー・ミュージックディストリビューション（現・ソニー・ミュージックソリューションズ）に委託した。しかし、2017年3月のフェイスによる子会社化に伴い、現在は同じフェイス傘下の日本コロムビアに再度販売・流通を委託している。同時にドリーミュージックパブリッシングのFEEL MEEレーベルにおいても、キングレコードから日本コロムビアに変更された。また、タワーレコードとハピネットに販売を委託してインディーズからリリースする作品もある。規格品番号はMUCD・ MUBD ・ MUXD（メジャー）、FOCD（インディーズ）。
2013年4月には、子会社ドリーミュージックパブリッシングに、ティー ワイ エンタテインメントの音楽レーベル事業が移譲された。
2017年3月、コンテンツ配信サービス企業のフェイスが過半数の株を取得し連結子会社化。日本コロムビアと同じくフェイス・グループの一員となる。ティー ワイ リミテッドは引き続き株を保有し、依田は取締役最高顧問として経営陣に残る。同年7月31日、本社機能を渋谷区神宮前からコロムビア等が入居する港区虎ノ門の江戸見坂森ビル4階に移転したものの、2021年2月1日に日本コロムビアの本社がフェイスの東京オフィス内に移転したため、同社も同オフィス内に移転した。

## ロゴマークの変遷
- 初代（2001年 - 2005年10月）
- 2代目（2005年11月 - 2017年10月）
  - 社名のイニシャルDMを犬の形にしたデザイン。社名の末尾に「・」が付いていて、社名の表記方法もドリーミュージック・となる。
- 3代目（2017年11月 - 現在）
  - 楽譜調のデザインになっている。

## 主なアーティスト

### メインレーベル
| アーティスト名         | 読み                         | 所属期間                   | 備考                                                                                                 |
| ---------------------- | ---------------------------- | -------------------------- | --- |
| 愛                     | アイ                         | 2021年 -                   | |
| アクアノート           | アクアノート                 | 2021年 -                   | |
| Amahiru                | アマヒル                     | 2020年 -                   | 音楽プロジェクト                                                                                     |
| 五十嵐淳一             | いがらしじゅんいち           | 2016年 -                   | |
| 宇宙まお               | うちゅうまお                 | 2017年 -                   | |
| 岡本真夜               | おかもとまよ                 | 2015年 -                   | 徳間ジャパン → avex io → 日本クラウン → ドリーミュージック                                           |
| 小野リサ               | おのりさ                     | 2011年 -                   | ミディ → BMG JAPAN → 東芝EMI → Dois Irmaos → ドリーミュージック                                      |
| カーリングシトーンズ   | カーリングシトーンズ         | 2019年 -                   | |
| 加山雄三               | かやまゆうぞう               | 2001年 -                   | 新田が東芝EMIからファンハウスが独立する際同時に移籍、 ドリーミュージックにも創立とともに移籍している |
| CLEEM MIKU             | クリームミク                 | 2019年 -                   | |
| SHARE LOCK HOMES       | シェアロックホームズ         | 2020年 -                   | ダンスグループ                                                                                       |
| 芝崎典子               | しばさきのりこ               | 2021年 -                   | |
| Jam9                   | ジャムナイン                 | 2010年 -                   | |
| 春夏秋冬               | しゅんかしゅうとう           | 2020年 -                   | |
| JUN SKY WALKER(S)      | ジュンスカイウォーカーズ     | 2018年 -                   | トイズファクトリー → エピックソニー → アイビーレコード → ドリーミュージック                          |
| 図鑑                   | ずかん                       | 2018年 -                   | |
| stefa                  | ステファ                     | 2019年 -                   | |
| 関根弘江               | せきねひろえ                 | 2020年 -                   | ピアニスト                                                                                           |
| TAKUYA                 | たくや                       | 2019年 -                   | |
| 手羽先センセーション   | てばさきセンセーション       | 2020年 -                   | |
| 寺岡呼人               | てらおかよひと               | 2019年 -                   | |
| TONEAYU                | とねあゆ                     | 2019年 -                   | |
| 名古屋ギター女子部     | なごやギターじょしぶ         | 2020年 -                   | |
| The Notes of Museum    | ザノーツオブミュージアム     | 2017年 -                   | |
| The brow beat          | ザブロービート               | 2023年 -                   | ポニーキャニオン → ドリーミュージック                                                                |
| H△G                    | ハグ                         | 2021年 -                   | |
| 浜端ヨウヘイ           | はまばたようへい             | 2017年 -                   | AOHAL Records → Augument Records → ドリーミュージック                                                |
| 平山カンタロウ         | ひらやまかんたろう           | 2020年 -                   | |
| ファンキー加藤         | ふぁんきーかとう             | 2014年 -                   | |
| FUNKY MONKEY BΛBY'S    | ファンキーモンキーベイビーズ | 2006年 - 2013年、 2021年 - | 2013年6月2日に一旦解散、2021年に再結成（活動再開）                                                   |
| マジカル・パンチライン | まじかるぱんちらいん         | 2019年 -                   | ポニーキャニオン → ドリーミュージック                                                                |
| 峯田茉優               | みねだまゆ                   | 2023年 -                   | |
| モン吉                 | もんきち                     | 2016年 -                   | |
| Lucky Kilimanjaro      | ラッキーキリマンジャロ       | 2018年 -                   | |
| CHOI YENA              | チェ・イェナ                 | 2023年 -                   | |

### FEEL MEE
関連会社『ドリーミュージックパブリッシング』のレーベル。『ティー ワイ エンタテインメント』から音楽事業を移管。

## 過去に所属した主なアーティスト
| アーティスト名                            | 読み                                      | 所属期間               | 備考                                                                                                   |
| ----------------------------------------- | ----------------------------------------- | ---------------------- | --- |
| アイドルカレッジ                          | アイドルカレッジ                          | 2013年                 | 2014年にStand-Up! Recordsへ移籍                                                                        |
| 東真紀                                    | あずままき                                | 2006年                 | aQustick → RUBICON RIVER ENTERTAINMENT → DREAMUSIC → DOUBLE NECK RECORDS                               |
| amin                                      | アミン                                    | 2003年                 | 2004年に東芝EMIへ移籍                                                                                  |
| Ayasa                                     | アヤサ                                    | 2017年〜2018年         | |
| 池松宏                                    | いけまつひろし                            | 2005年〜2012年         | |
| Water                                     | ウォーター                                | 2004年〜2005年         | 2006年South to North Recordsに移籍。2013年解散                                                         |
| Elliot Minor                              | エリオットマイナー                        | 2008年〜2010年         | |
| 恵比寿マスカッツ                          | えびすますかっつ                          | 2022年                 | 恵比寿マスカッツプロジェクト/2022年8月13日解散                                                         |
| エリック・モングレイン                    | エリックモングレイン                      | 2009年                 | |
| 大木トオル                                | おおきトオル                              | 2006年                 | |
| 大下香奈                                  | おおしたかな                              | 2006年〜2007年         | アナウンサー                                                                                           |
| Over The Top                              | オーバーザトップ                          | 2017年〜2018年         | 2018年1月5日解散                                                                                       |
| Overhead Champion                         | オーバーヘッドチャンピオン                | 2015年                 | |
| 音屋吉右衛門                              | おとやきちえもん                          | 2008年、2015年         | 世良公則と野村義男のユニット                                                                           |
| 快音団                                    | かいおんだん                              | 2003年                 | |
| ガキンチョ★ROCK                           | ガキンチョロック                          | 2003年                 | 映画「ガキンチョ★ROCK」劇中バンド                                                                      |
| KACHIMBA 1551                             | カチンバいちごごいち                      | 2003年                 | |
| KΛNΛ                                      | カナ                                      | 2008年                 | |
| COVER                                     | カバー                                    | 2002年〜2005年         | BLUE AGE ORCHESTRAに改名後活動休止                                                                     |
| 加山雄三 with ザ・ワイルドワンズ          | かやまゆうぞうウィズザワイルドワンズ      | 2008年                 | |
| 加山雄三とザ・ヤンチャーズ                | かやまゆうぞうとザヤンチャーズ            | 2010年                 | |
| color-code                                | カラーコード                              | 2018年                 | |
| カラーボトル                              | カラーボトル                              | 2007年〜2013年         | 2018年8月無期限活動休止                                                                                |
| カリート                                  | カリート                                  | 2006年〜2007年         | |
| 川江美奈子                                | かわえみなこ                              | 2004年〜2011年         | |
| 喜多郎                                    | きたろう                                  | 2002年                 | |
| 久嶋美さち                                | きゅうしまみさち                          | 2005年〜2007年         | |
| ギュンター                                | ギュンター                                | 2007年                 | |
| THE King ALL STARS                        | ザキングオールスターズ                    | 2015年                 | |
| クリスティ                                | クリスティ                                | 2003年                 | |
| クロコダイル・パパ                        | クロコダイルパパ                          | 2003年                 | |
| CODE-V - NASTY NARO - Niiisan's - TAEHOON | コードブイ ナスティナロ ニーサンズ テフン | 2011年 - 2018年 2017年 | 解散                                                                                                   |
| Konishiki & Mahalo Kids                   | コニシキウィズマハロキッズ                | 2006年                 | |
| 古橋郷平                                  | こはしごうへい                            | 2016年                 | |
| こまつ                                    | こまつ                                    | 2009年〜2010年         | |
| thirstyroad                               | サースティロード                          | 2008年                 | |
| SILENT SIREN                              | サイレントサイレン                        | 2012年〜2016年         | EMI Recordsへ移籍                                                                                      |
| サノバロック                              | サノバロック                              | 2016年                 | |
| Sandy Beach Surf Coaster                  | サンディビーチサーフコースター            | 2012年                 | ベストアルバムのみの発売                                                                               |
| C'k                                       | シーケー                                  | 2014年〜2015年         | |
| CM NETWORK                                | シーエムネットワーク                      | 2003年                 | |
| JAY'ED                                    | ジェイド                                  | 2016年 - 2017年        | TOY'S FACTORY → UNIVERSAL J → ドリーミュージック                                                       |
| じぇにー。                                | じぇにー                                  | 2015年〜2016年         | |
| 6% is MINE                                | シックスパーセントイズマイン              | 2012年                 | |
| 柴田淳                                    | しばたじゅん                              | 2001年〜2005年         | ビクターエンタテインメントへ移籍                                                                       |
| 島健                                      | しまけん                                  | 2006年                 | |
| しゃかり                                  | しゃかり                                  | 2003年                 | |
| Schliemann                                | シュリーマン                              | 2002年                 | |
| ZYUN.                                     | ジュン                                    | 2016年                 | JAPAN RECORDに移籍                                                                                     |
| Scratch 4 Jagger                          | スクラッチフォージャガー                  | 2002年〜2003年         | |
| The Spy"C"Dildog                          | ザスパイシーディルドッグ                  | 2002年〜2003年         | |
| The Spirit of Japan                       | ザスピリットオブジャパン                  | 2006年                 | |
| Smile.dk                                  | スマイルディーケイ                        | 2010年                 | |
| 世良公則                                  | せらまさのり                              | 2006年 - 2017年        | ポニーキャニオン → ワーナーミュージック → ドリーミュージック                                           |
| 曽根由希江                                | そねゆきえ                                | 2010年〜2014年         | |
| 玉置浩二                                  | たまきこうじ                              | 2003年                 | セルフカバーアルバム「ワインレッドの心」の再発盤のみ                                                   |
| チョン・セフン                            | チョンセフン                              | 2012年                 | |
| TOW brain TWO hearts                      | ツーブレインツーハーツ                    | 2002年                 | 大口ひろし・佐藤隆によるユニット                                                                       |
| T4                                        | ティーフォー                              | 2008年                 | 紫吹淳、湖月わたる、彩輝なお、貴城けいによるユニット                                                   |
| Tierra Cuatro                             | ティエラクアトロ                          | 2017年                 | |
| DECAYS                                    | ディケイズ                                | 2016年 - 2017年        | Die、樫山圭らによるバンドプロジェクト                                                                  |
| Doll☆Elements                             | ドールエレメンツ                          | 2013年〜2017年         | 2017年1月14日解散                                                                                      |
| TRUMP                                     | トランプ                                  | 2017年 - 2018年        | |
| The Tripmeter                             | ザトリップメーター                        | 2001年〜2002年         | |
| 鳳山雅姫                                  | とりやままさき                            | 2005年〜2006年         | DREAM MACHINEより移籍                                                                                  |
| ナイツ                                    | ナイツ                                    | 2015年                 | お笑い芸人                                                                                             |
| 中村紘子                                  | なかむらひろこ                            | 2009年〜2016年         | 2016年7月26日死去                                                                                      |
| nayuta                                    | ナユタ                                    | 2008年                 | |
| 虹の翼2002                                | にじのつばさにせんに                      | 2002年                 | 山本潤子、小田和正、長渕剛、高見沢俊彦らによるチャリティユニット                                       |
| THE NEUTRAL                               | ザニュートラル                            | 2003年                 | KEDDY RECORDS → DREAMUSIC → ジェネオン エンタテインメント → GARULE TEATRO RECORDS → J'sプロデュース    |
| 野口五郎                                  | のぐちごろう                              | 2006年                 | DVD「野口五郎 35周年記念ライヴ」のみ                                                                   |
| ノブ&フッキー                             | ノブアンドフッキー                        | 2010年                 | |
| はしだのりひこ                            | はしだのりひこ                            | 2003年                 | 2017年12月2日死去                                                                                      |
| 馬場俊英                                  | ばばとしひで                              | 2017年 - 2018年        | フォーライフ → 自主レーベル → ワーナーミュージック・ジャパン → ドリーミュージック → アップオンザルーフ |
| BIGGA RAIJI                               | ビガライジ                                | 2004年                 | |
| ビレッジ・パープル                        | ビレッジパープル                          | 2002年                 | |
| PLΛTINUM                                  | プラチナム                                | 2009年〜2012年         | |
| 平原綾香                                  | ひらはらあやか                            | 2003年〜2013年         | ユニバーサルミュージックへ移籍                                                                         |
| ザ・フォーク・クルセダーズ                | ザフォーククルセダーズ                    | 2002年                 | 期間限定再結成                                                                                         |
| フォーデュエル                            | フォーデュエル                            | 2002年                 | |
| 藤澤ノリマサ                              | ふじさわノリマサ                          | 2008年〜2014年         | ワーナーミュージック・ジャパンへ移籍                                                                   |
| Fly☆81                                    | フライハイ                                | 2004年                 | 2009年活動休止                                                                                         |
| Plum Planets                              | プラムプラネッツ                          | 2002年〜2003年         | 2003年解散                                                                                             |
| PRISM                                     | プリズム                                  | 2004年〜2007年         | |
| Hot Dog                                   | ホットドッグ                              | 2004年〜2006年         | |
| machine                                   | マシーン                                  | 2004年〜2005年         | 現在は自主レーベルTAMULAに移籍                                                                         |
| 松井常松                                  | まついつねまつ                            | 2017年 - 松井常松      | 東芝EMI → ハドソン・ミュージック → ビクター → ドリーミュージック                                       |
| 松岡直也グループ                          | まつおかなおやグループ                    | 2005年                 | |
| 未来-MIKU-                                | みく                                      | 2002年〜2003年         | 日本コロムビアより移籍                                                                                 |
| MILLEA                                    | ミレア                                    | 2015年〜2016年         | |
| MINJI                                     | ミンジ                                    | 2008年                 | 映画「252 生存者あり」主題歌シングル1枚のみ                                                            |
| MEILIN                                    | メイリン                                  | 2007年                 | |
| 森山良子                                  | もりやまりょうこ                          | 2001年 - 森山良子      | |
| 山嵐                                      | やまあらし                                | 2002年〜2006年         | メガフォース → ドリーミュージック → 豪直球 → Knife Edge → 徳間ジャパン → 日本コロムビア                |
| la bossa                                  | ラボッサ                                  | 2007年                 | |
| lievas                                    | リーバス                                  | 2004年                 | 2008年無期限活動休止                                                                                   |
| rockwell                                  | ロックウェル                              | 2006年〜2007年         | 2008年3月11日活動休止                                                                                  |
| 1-Girls                                   | ワンガールズ                              | 2019年                 | |

### Teenage Symphony レーベル
2002年から2009年8月まで存在したレーベル。一時期は関西のインディーズレーベル「ギューンカセット」などと提携した。
| アーティスト名 | 読み             | 所属期間       | 備考     |
| -------------- | ---------------- | -------------- | -------- |
| 青山陽一       | あおやまよういち | 2004年〜2005年 |          |
| 神森徹也       | かみもりてつや   | 2004年         |          |
| クノシンジ     | クノシンジ       | 2007年〜2009年 |          |
| ゲントウキ     | ゲントウキ       | 2003年〜2007年 |          |
| セロファン     | セロファン       | 2002年〜2003年 | 活動休止 |
| ぱぱぼっくす   | ぱぱぼっくす     | 2004年         |          |
| MOTORWORKS     | モーターワークス | 2004年〜2005年 |          |
| bonobos        | ボノボ           | 2004年〜2005年 |          |

### FOGHORN
- OverTheDogs (2011年〜2012年)
- 工藤伸一
- Sputniko!
- BOOM BOOM SATELLITES
- YMCK
- ひらのりょう
- 奥下和彦
- ミクラフレシア
- 岩井麻奈美
- 内田有
- オーバーチュア